# Roquefort-les-Cascades
Roquefort-les-Cascades település Franciaországban, Ariège megyében. Lakosainak száma 83 fő (2022. január 1.). Roquefort-les-Cascades Carla-de-Roquefort, L’Herm, Ilhat, Leychert, Roquefixade és Ventenac községekkel határos.

## Népesség
A település népessége az elmúlt években az alábbi módon változott:
| Lakosok száma | 115  | 105  | 114  | 101  | 95   | 92   | 91   | 93   | 90   | 83   |
|               | 1968 | 1982 | 1990 | 2006 | 2013 | 2015 | 2017 | 2019 | 2020 | 2022 |